# Komorzewo (Czarnków)
Komorzewo (dt. Grützendorf) ist ein Dorf in der Landgemeinde Czarnków im Powiat Czarnkowsko-Trzcianecki in der Woiwodschaft Großpolen.

## Lage
Komorzewo liegt an der Straße von Huta (Althütte) nach Ciążyń. Der Ort liegt etwa 30 km nordwestlich von Oborniki (Obornik) bzw. rund 60 km nordwestlich von Posen.

## Geschichte
1910 lebten in Grützendorf 238 Personen. Der Ort gehörte damals zum Kreis Obornik in der preußischen Provinz Posen.

## Persönlichkeiten
- Emil Luckow (1859–1939), deutscher Arzt, Turner und Turnlehrer

## Belege
1. ↑  Słownik geograficzny Królestwa Polskiego i innych krajów słowiańskich, Tom IV - wynik wyszukiwania - DIR. Abgerufen am 15. März 2024.
2. ↑  Willkommen bei Gemeindeverzeichnis.de. Abgerufen am 15. März 2024.